# Isopedella terangana
Isopedella terangana är en spindelart som först beskrevs av Embrik Strand 1911.  Isopedella terangana ingår i släktet Isopedella och familjen jättekrabbspindlar. Inga underarter finns listade i Catalogue of Life.